# Reichstagswahlkreis Regierungsbezirk Königsberg 8

Die Wahlkreisaufteilung des Deutschen Reichs.

Der Reichstagswahlkreis Provinz Ostpreußen – Regierungsbezirk Königsberg 8 (Wahlkreis 8; Wahlkreis Neidenburg-Osterode i. Ostpr.) war ein Wahlkreis für die Reichstagswahlen im Deutschen Reich und im Norddeutschen Bund von 1867 bis 1918.

## Wahlkreiszuschnitt
Der Wahlkreis umfasste den Landkreis Neidenburg und den Landkreis Osterode i. Ostpr.
| Jahr | Einwohner |
| ---- | --------- |
| 1890 | 125.545   |
| 1895 | 130.902   |
| 1900 | 127.149   |
| 1905 | 130.746   |
| 1910 | 134.082   |

|      | Landwirtschaft | Industrie und Gewerbe | Handel und Dienstleistungen |
| ---- | -------------- | --------------------- | --------------------------- |
| 1895 | 69,3           | 15,6                  | 15,1                        |
| 1907 | 67,9           | 16,3                  | 15,8                        |

|      | Evangelisch | Katholisch |
| ---- | ----------- | ---------- |
| 1890 | 88,1        | 10,8       |
| 1905 | 86,5        | 12,5       |
| 1910 | 85,3        | 13,5       |

## Abgeordnete
| Wahl                                | Abgeordneter                     | Partei                      | Bild |
| ----------------------------------- | -------------------------------- | --------------------------- | ---- |
| Reichstagswahl Februar 1867         | Alexander von Lavergne-Peguilhen | Konservative Partei         | 0    |
| Reichstagswahl August 1867 bis 1871 | Karl Ludwig von Weitzel          | Konservative Partei         | 0    |
| Reichstagswahl 1871 bis 1874        | Georg Stein von Kamienski        | Konservative Partei         | 0    |
| Reichstagswahl 1874 bis 1877        | Carl Donath                      | Deutsche Fortschrittspartei | 0    |
| Reichstagswahl 1877 bis 1878        | Otto Pannek                      | Fortschrittspartei          | 0    |
| Reichstagswahl 1878 bis 1883        | Leo Becker                       | Deutsche Reichspartei       | 0    |
| Ersatzwahl 1883 bis 1886            | Ludwig Rose                      | Deutschkonservative Partei  | 0    |
| Reichstagswahl 1887 bis 1893        | Heinrich Stephanus               | Deutschkonservative Partei  | 0    |
| Reichstagswahl 1893 bis 1898        | Georg Stein von Kamienski        | Konservative Partei         | 0    |
| Reichstagswahl 1898 bis 1903        | Reinhard Weitzel von Mudersbach  | Deutschkonservative Partei  | 0    |
| Reichstagswahl 1903 bis 1907        | Richard Guenter                  | NLP                         | 0    |
| Reichstagswahl 1907 bis 1912        | Hermann Nehbel                   | Deutschkonservative Partei  |      |

## Wahlen

### 1867 (Februar)
Es fand nur ein Wahlgang statt.
| Kandidat                         | Partei      | Stimmen | in % | Anmerkungen |
| -------------------------------- | ----------- | ------- | ---- | ----------- |
| Alexander von Lavergne-Peguilhen | Konservativ | 9704    | 0    | 0           |

### 1867 (August)
Es fand nur ein Wahlgang statt.
| Kandidat                | Partei      | Stimmen | in % | Anmerkungen |
| ----------------------- | ----------- | ------- | ---- | ----------- |
| Karl Ludwig von Weitzel | Konservativ | 5918    | 0    | 0           |

### 1871
Es fand nur ein Wahlgang statt.
| Kandidat                  | Partei      | Stimmen | in % | Anmerkungen |
| ------------------------- | ----------- | ------- | ---- | ----------- |
| Georg Stein von Kamienski | Konservativ | 5085    | 0    | 0           |
|                           | Konservativ | 63      | 0    | 0           |
|                           | F           | 4267    | 0    | 0           |
| Sonstige                  | 0           | 63      | 0    | 0           |

### 1874
Es fand nur ein Wahlgang statt.
| Kandidat    | Partei                      | Stimmen | in % | Anmerkungen |
| ----------- | --------------------------- | ------- | ---- | ----------- |
|             | Konservativ                 | 2173    | 0    | 0           |
| Carl Donath | Deutsche Fortschrittspartei | 6194    | 0    | 0           |
| Sonstige    | 0                           | 143     | 0    | 0           |

### 1877
Es fand nur ein Wahlgang statt.
| Kandidat    | Partei                      | Stimmen | in % | Anmerkungen |
| ----------- | --------------------------- | ------- | ---- | ----------- |
|             | Konservativ                 | 2772    | 0    | 0           |
|             | NLP                         | 38      | 0    | 0           |
| Otto Pannek | Deutsche Fortschrittspartei | 5711    | 0    | 0           |
|             | Zentrum                     | 39      | 0    | 0           |
| Sonstige    | 0                           | 86      | 0    | 0           |

### 1878
Es fand nur ein Wahlgang statt.
| Kandidat   | Partei                | Stimmen | in % | Anmerkungen |
| ---------- | --------------------- | ------- | ---- | ----------- |
| Leo Becker | Deutsche Reichspartei | 6720    | 0    | 0           |
|            | F                     | 3723    | 0    | 0           |
|            | Zentrum               | 45      | 0    | 0           |
| Sonstige   | 0                     | 76      | 0    | 0           |

### 1881
Es fand nur ein Wahlgang statt.
| Kandidat   | Partei                | Stimmen | in % | Anmerkungen |
| ---------- | --------------------- | ------- | ---- | ----------- |
| Leo Becker | Deutsche Reichspartei | 6192    | 0    | 0           |
|            | F                     | 5867    | 0    | 0           |
|            | Zentrum               | 27      | 0    | 0           |
| Sonstige   | 0                     | 17      | 0    | 0           |

### Ersatzwahl 1883
Nachdem Becker das Mandat am 6. Januar 1883 niedergelegt hatte, kam es am 6. April 1883 zu einer Ersatzwahl. Es fand nur ein Wahlgang statt.
| Kandidat    | Partei                     | Stimmen | in % | Anmerkungen |
| ----------- | -------------------------- | ------- | ---- | ----------- |
| Ludwig Rose | Deutschkonservative Partei | 8679    | 0    | 0           |
|             | F                          | 4776    | 0    | 0           |
| Sonstige    | 0                          | 17      | 0    | 0           |

### 1884
Es fand nur ein Wahlgang statt. Die Zahl der Wahlberechtigten betrug 21.585 und die Zahl der abgegebenen Stimmen 13.127, von denen 16 ungültig waren. Die Wahlbeteiligung betrug 60,9 %.
| Kandidat    | Partei                     | Stimmen | in % | Anmerkungen |
| ----------- | -------------------------- | ------- | ---- | ----------- |
| Ludwig Rose | Deutschkonservative Partei | 10.587  | 0    | 0           |
|             | F                          | 2386    | 0    | 0           |
|             | Zentrum                    | 103     | 0    | 0           |
|             | Zentrum                    | 41      | 0    | 0           |
| Sonstige    | 0                          | 5       | 0    | 0           |

Nach Roses Tod 1886 fand keine Ersatzwahl statt.

### 1887
Es fand nur ein Wahlgang statt. Die Zahl der Wahlberechtigten betrug 22.265 und die Zahl der abgegebenen Stimmen 13.570, von denen 51 ungültig waren. Die Wahlbeteiligung betrug 61,2 %.
| Kandidat           | Partei                     | Stimmen | in % | Anmerkungen |
| ------------------ | -------------------------- | ------- | ---- | ----------- |
| Heinrich Stephanus | Deutschkonservative Partei | 13.103  | 0    | 0           |
|                    | F                          | 26      | 0    | 0           |
|                    | Zentrum                    | 402     | 0    | 0           |
| Sonstige           | 0                          | 39      | 0    | 0           |

### 1890
Es fand nur ein Wahlgang statt. Die Zahl der Wahlberechtigten betrug 22.448 und die Zahl der abgegebenen Stimmen 12.677, von denen 22 ungültig waren. Die Wahlbeteiligung betrug 56,5 %.
| Kandidat              | Partei                     | Stimmen | in % | Anmerkungen |
| --------------------- | -------------------------- | ------- | ---- | ----------- |
| Heinrich Stephanus    | Deutschkonservative Partei | 9599    | 75,9 | 0           |
| Max von Forckenbeck   | DF                         | 2346    | 18,5 | 0           |
| Theophil Rzepnikowski | Polen                      | 44      | 0,3  | 0           |
| Ludwig von Windthorst | Zentrum                    | 540     | 4,3  | 0           |
| Sonstige              | 0                          | 61      | 0,5  | 0           |

### 1893
Es fand nur ein Wahlgang statt. Die Zahl der Wahlberechtigten betrug 22.236 und die Zahl der abgegebenen Stimmen 13.172, von denen 83 ungültig waren. Die Wahlbeteiligung betrug 59,2 %.
| Kandidat                  | Partei       | Stimmen | in % | Anmerkungen |
| ------------------------- | ------------ | ------- | ---- | ----------- |
| Georg Stein von Kamienski | Konservative | 10.618  | 81,1 | 0           |
| Gustav Dau                | FVP          | 2346    | 18,5 | 0           |
| Anton von Wolszlegier     | Polen        | 480     | 3,7  | 0           |
| Carl Schultze             | SPD          | 75      | 0,6  | 0           |
| Sonstige                  | 0            | 79      | 0,6  | 0           |

### 1898
Es fand nur ein Wahlgang statt. Die Zahl der Wahlberechtigten betrug 22.458 und die Zahl der abgegebenen Stimmen 12.348, von denen 109 ungültig waren. Die Wahlbeteiligung betrug 55,0 %.
| Kandidat                        | Partei       | Stimmen | in % | Anmerkungen        |
| ------------------------------- | ------------ | ------- | ---- | ------------------ |
| Eugen Richter                   | FVP          | 51      | 0,4  | 0                  |
| Heinrich Rickert                | FVg          | 56      | 0,5  | 0                  |
| Reinhard Weitzel von Mudersbach | Konservative | 10.346  | 84,5 | 0                  |
| Bahrke                          | MVP          | 235     | 1,9  | Redakteur aus Lyck |
| Anton von Wolszlegier           | Polen        | 605     | 4,9  | 0                  |
| Eugen Lewandoski                | Polen        | 50      | 0,7  | 0                  |
| Hugo Haase                      | SPD          | 764     | 6,2  | 0                  |
| Sonstige                        | 0            | 132     | 1,1  | 0                  |

### 1903
Vor der Wahl hatten sich die Konservativen zerstritten. Die Vertrauensmännerversammlung in Osterrode hatte gemeinsam mit dem BdL Oertzen als Kandidaten nominiert. Die Vertrauensmänner der Konservativen in Neidenburg fühlten sich hintergangen und nicht gefragt. Sie unterstützten den Kandidaten aller liberalen Parteien, Guenther. Es fand nur ein Wahlgang statt. Die Zahl der Wahlberechtigten betrug 22.569 und die Zahl der abgegebenen Stimmen 15.981, von denen 98 ungültig waren. Die Wahlbeteiligung betrug 70,8 %.
| Kandidat              | Partei       | Stimmen | in % | Anmerkungen |
| --------------------- | ------------ | ------- | ---- | ----------- |
| Oertzen               | Konservative | 6198    | 39,0 | 0           |
| Richard Guenter       | NLP          | 7954    | 50,1 | 0           |
| Anton von Wolszlegier | Polen        | 401     | 2,5  | 0           |
| Theophil Rzepnikowski | Polen        | 243     | 1,5  | 0           |
| Otto Braun            | SPD          | 1043    | 6,6  | 0           |
| Sonstige              | 0            | 44      | 0,3  | 0           |

### 1907
Der Kandidat der NLP hatte auch die Unterstützung der linksliberalen, verlor aber einen Teil seiner Anhängerschaft, durch die Abtrennung der „natilalliberalen landwirtschaftlichen Organisation“. Es fand nur ein Wahlgang statt. Die Zahl der Wahlberechtigten betrug 23.386 und die Zahl der abgegebenen Stimmen 19.998, von denen 80 ungültig waren. Die Wahlbeteiligung betrug 85,5 %.
| Kandidat        | Partei       | Stimmen | in % | Anmerkungen       |
| --------------- | ------------ | ------- | ---- | ----------------- |
| Hermann Nehbel  | Konservative | 13803   | 69,3 | 0                 |
| Richard Guenter | NLP          | 4433    | 22,3 | 0                 |
| Dr. Liß         | Polen        | 1170    | 5,9  | Pfarrer in Rumiau |
| Otto Braun      | SPD          | 504     | 2,5  | 0                 |
| Sonstige        | 0            | 8       | 0,0  | 0                 |

### 1912
NLP, Bauernbund und FoVP unterstützten den nationalliberalen Kandidaten. Das Zentrum unterstützte den konservativen Kandidaten. Es fand nur ein Wahlgang statt. Die Zahl der Wahlberechtigten betrug 24.790 und die Zahl der abgegebenen Stimmen 21.749, von denen 98 ungültig waren. Die Wahlbeteiligung betrug 87,7 %.
| Kandidat              | Partei       | Stimmen | in % | Anmerkungen                       |
| --------------------- | ------------ | ------- | ---- | --------------------------------- |
| Hermann Nehbel        | Konservative | 12.229  | 56,5 | 0                                 |
| Moritz                | NLP          | 7915    | 36,6 | Bauernhofsbesitzer in Wilhelmsaus |
| Theophil Rzepnikowski | Polen        | 1082    | 5,0  | 0                                 |
| Hugo Haase            | SPD          | 423     | 1,9  | 0                                 |
| Sonstige              | 0            | 2       | 0,0  | 0                                 |